# El Sabbath
 ' El Sabbath '  es el decimocuarto capítulo de la serie dramática El ala oeste de la Casa Blanca.

## Argumento
Tras el fracaso en la apelación ante el Tribunal Supremo, uno de los abogados decide buscar la ayuda de su viejo amigo Sam Seaborn. El caso supone la pena capital para un traficante de drogas que mató a otros dos y que sería susceptible de cambiar por cadena perpetua gracias a una nueva ley de delincuencia. La sentencia, final, supone la ejecución del reo en la medianoche del lunes. La última posibilidad es que se conmute por decisión del Presidente.
Sam Seaborn intenta convencer a Toby para que hable con el Presidente. Para ello se hace valer del rabino de la sinagoga a la que va Toby, que da un emotivo sermón en contra de la venganza. Mientras Josh conoce a Joey Lucas, una excepcional asesora política relacionada con un político de California bastante conflictivo. Ésta, durante el fin de semana, conocerá al Presidente quien le recomendará que inicie su propia carrera política.
C.J. se siente horriblemente al conocer el nombre de la madre del reo. En la última escena del episodio, el Presidente acabará confesándose ante su viejo pastor católico por no haber evitado la muerte del condenado, estando él en contra de la Pena de Muerte.

## Curiosidades
- El título del episodio se refiere a un pasaje de la Biblia, que habla sobre el día de descanso, en concreto en el Deuteronomio 5:1-22, que se refiere al hecho de que no se ejecuta a nadie entre la medianoche del Viernes y la medianoche del Domingo.

## Premios
Nominado
- Mejor Actor principal en Serie Dramática para Martin Sheen (Premios Emmy)

## Enlaces
- Ficha en FormulaTv
- Enlace al Imdb
- Guía del Episodio (en inglés)

- Datos: Q5652900